# Don Mattingly
Pour les articles homonymes, voir Mattingly.
Donald Arthur Mattingly (né le 20 avril 1961 à Evansville, Indiana, États-Unis) est un ancien joueur de baseball et l'actuel gérant des Marlins de Miami de la Ligue majeure de baseball.
Ancien joueur de premier but, il passe toute sa carrière de joueur chez les Yankees de New York, de 1982 à 1995. 
Don Mattingly dirige les Dodgers de Los Angeles de 2011 à 2015.

## Carrière

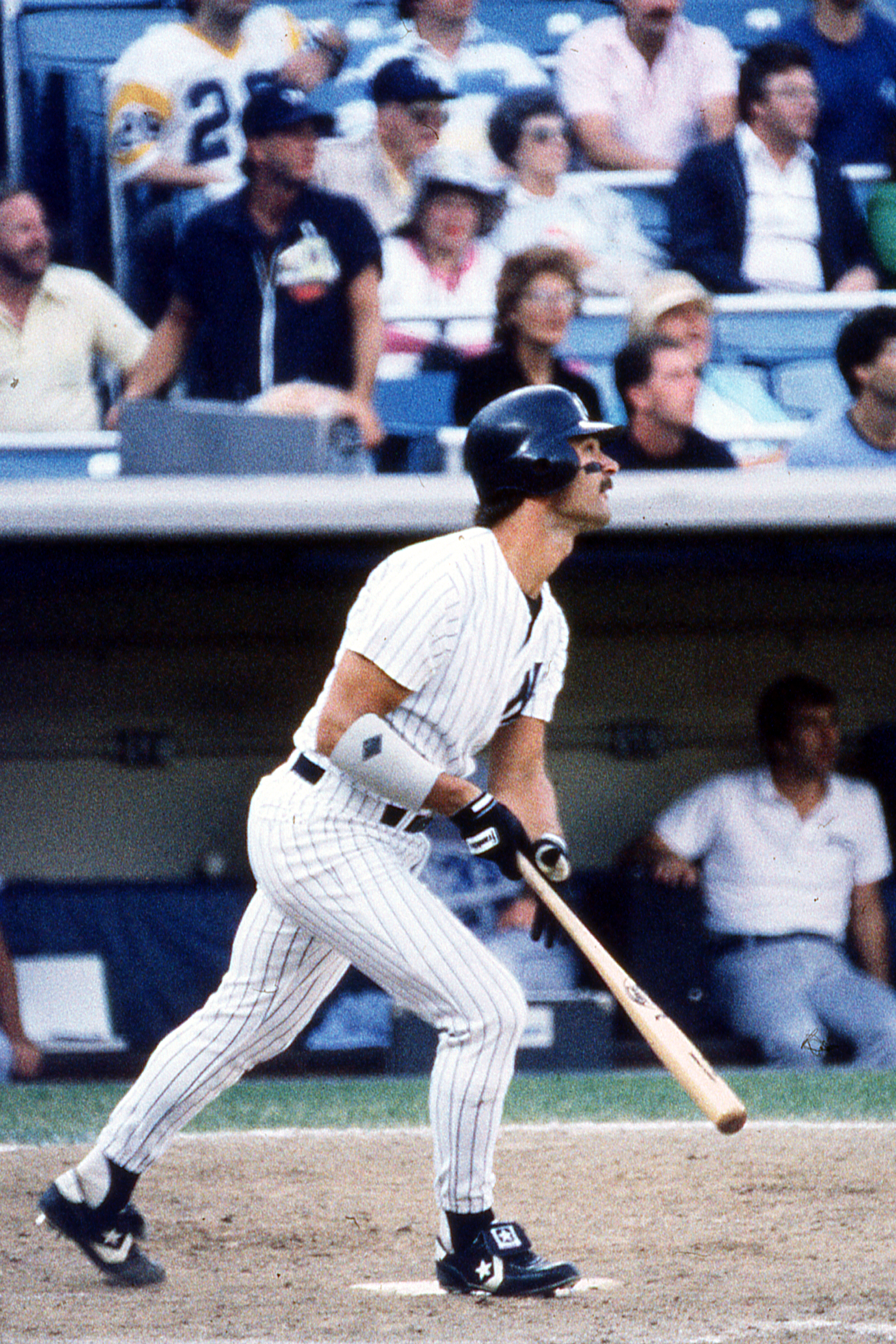
Don Mattingly avec les Yankees en 1988.

Jamais intronisé au Temple de la renommée du baseball malgré d'impressionnantes statistiques, Mattingly fut un des joueurs les plus populaires de la franchise et est considéré comme l'un des meilleurs athlètes de l'histoire des Yankees.
Joueur de 1982 à 1995, il passe toute sa carrière avec les Yankees, souvent au sein d'équipes peu remarquables, voire mauvaises à l'occasion. Dans un creux de vague, la franchise des Yankees remporte la Série mondiale 1981 l'année précédant les débuts de Mattingly et n'ajouteront leur titre suivant qu'en 1996, un an après sa retraite. 
Mattingly est capitaine, un titre rarement donné au baseball, des Yankees de la saison 1991 à sa dernière année en 1995. 
En 1991, il est cloué au banc pour le match du 15 août contre Kansas City par le gérant Stump Merrill, qui estime que la chevelure de Mattingly est trop longue et contrevient à la politique interne des Yankees, qui interdit les cheveux longs. Sommé de payer 250 dollars d'amende en plus de son expulsion temporaire, Mattingly est piqué au vif par la « mesquinerie » de son gérant, et ses coéquipiers sont insultés de la manière dont la direction traite le capitaine de l'équipe. L'incident n'allège en rien un climat déjà rendu malsain par les insuccès des Yankees et le directeur général du club, Gene Michael, va jusqu'à blâmer Merrill pour son traitement de Mattingly. Merrill estime que la controverse est une raison importante de son congédiement immédiatement après la conclusion de la saison 1991. 
Un autre aspect absurde de l'incident est qu'il a été « prédit » par le dessin animé The Simpsons. En février 1992, est diffusé pour la première fois l'épisode Homer at the Bat où Mattingly, l'un des nombreux joueurs de baseball invités à y apparaître, est banni de l'équipe de softball par M. Burns, qui trouve que ses favoris (inexistants) sont toujours trop longs. L'émission est diffusée six mois après l'incident avec les Yankees, mais avait été écrit bien avant et les répliques enregistrées par Mattingly un mois avant l'accrochage réel au sujet de sa coiffure. La scène des Simpsons est inspirée au scénariste Al Jean par son propre grand-père, qui haranguait ses employés sur leurs cheveux « longs », même lorsqu'ils les avaient coupés ras, au rasoir.  

### Honneurs
- Joueur par excellence de la Ligue américaine en 1985.
- Sélectionné 6 fois pour le match des étoiles (1984-1989)
- Gagnant de 9 Gants dorés à la position de premier but (1985-1989, 1991-1994)
- Gagnant de 3 Bâtons d'argent (1985-1987)
- Son numéro 23 a été retiré par les Yankees de New York en 1997.

## Carrière d'entraîneur

### Yankees de New York
Mattingly a été l'entraîneur des frappeurs des Yankees de 2004 à 2006 et a servi d'adjoint au manager des Yankees, Joe Torre, en 2007. 

### Dodgers de Los Angeles
À la mi-saison 2008, il est embauché comme entraîneur des frappeurs des Dodgers de Los Angeles.
Le 17 septembre 2010, le manager des Dodgers, Joe Torre, annonce qu'il se retirera au terme de la saison. L'équipe exprime son intention de promouvoir Mattingly à ce poste pour la saison 2011.
En 2011, les Dodgers, dirigés pour la première année par Mattingly, connaissent une première moitié de saison difficile mais se ressaisissent après la pause du match des étoiles et remportent 41 parties sur 69 après le 12 juillet. Ils terminent en troisième place de la division Ouest de la Ligue nationale avec 82 victoires et 79 défaites.
Après un bon début de saison, les Dodgers concèdent le titre de la division Ouest de la Ligue nationale aux Giants de San Francisco en 2012 et ratent les séries éliminatoires malgré 86 victoires contre 76 défaites.
En 2013, les Dodgers de Mattingly alignent une 3e saison gagnante consécutive et cette fois, avec 92 gains contre 70 défaites en saison régulière, se qualifient pour les éliminatoires en terminant premiers de la division Ouest. La saison est cependant ponctuée de hauts et de bas. Les Dodgers traversent en effet difficilement les premières semaines du calendrier régulier. Ils présentent une fiche perdante du 1er mai au 9 juillet et il apparaît presque certain que Mattingly sera congédié par son employeur,. Mais les Dodgers renversent la vapeur avec la meilleure séquence de 50 parties réalisée par n'importe quel club depuis 7 décennies, gagnant 42 rencontres au cours d'une période qui culmine par 10 victoires de suite le 17 août. Los Angeles élimine Atlanta en première ronde éliminatoire pour atteindre la Série de championnat de la Ligue nationale, où ils sont éliminés par Saint-Louis.

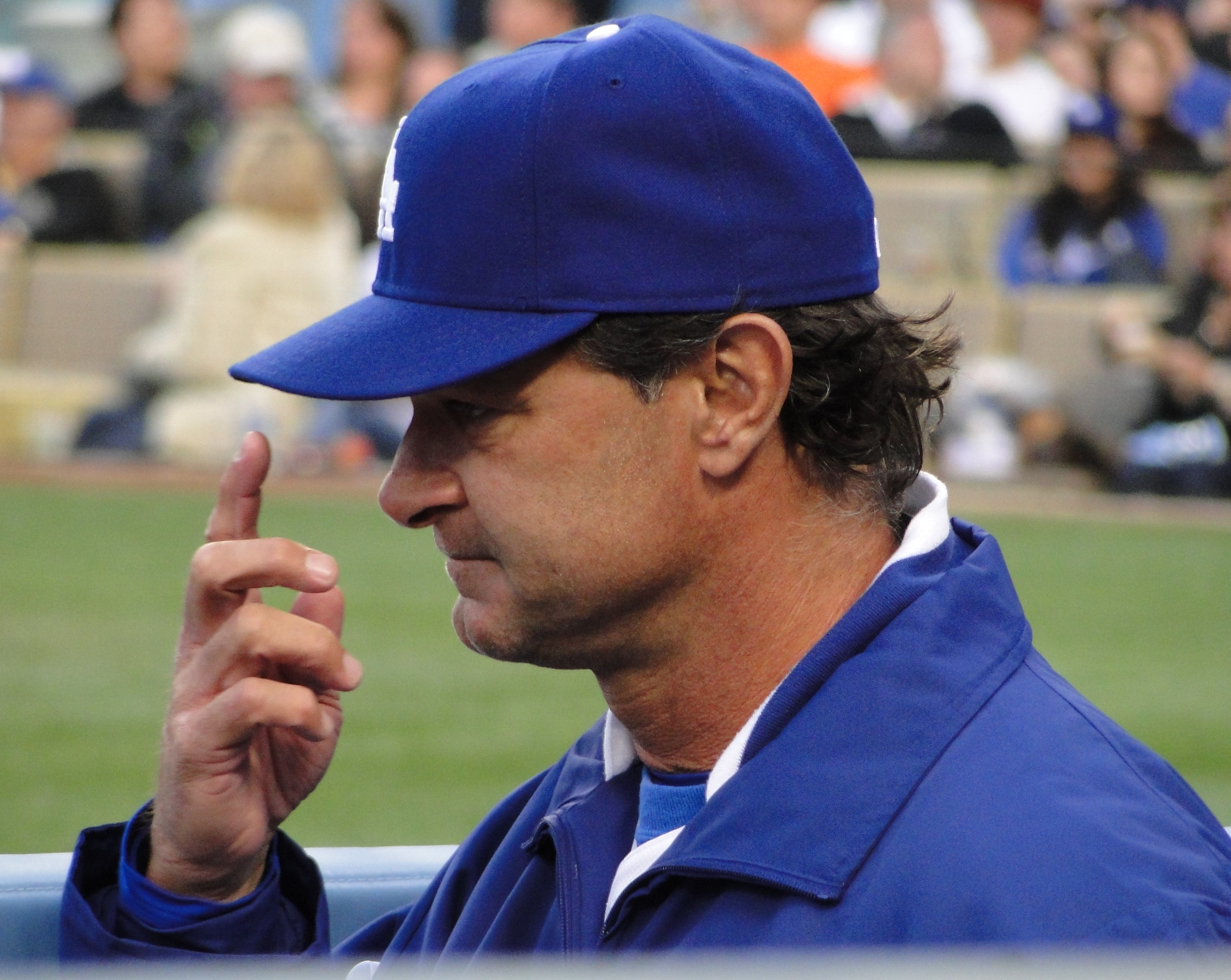
Don Mattingly dirigeant les Dodgers en 2011.

Malgré le succès de la saison 2013, les spéculations se poursuivent durant les éliminatoires quant à l'avenir de Mattingly, dont le contrat, qui arrive à échéance, n'a jamais été renouvelé par les nouveaux propriétaires des Dodgers. En janvier 2014, la situation est normalisée lorsqu'un nouveau contrat, allant jusqu'à la fin de la saison 2016, est signé.
À nouveau premiers de la division Ouest de la Ligue nationale en 2014, les Dodgers sont encore une fois éliminés par Saint-Louis, cette fois en Série de divisions. En 2015, les Dodgers remportent avec 92 victoires leur 3e titre de division consécutif.
En 2015, les Dodgers remportent pour la 3e fois en autant d'années le titre de la division Ouest de la Ligue nationale, mais ils sont éliminés trois matchs à deux par les Mets de New York en Série de divisions. Le 22 octobre 2015, une semaine après l'élimination du club, l'équipe annonce que, à la suite d'une décision prise d'un commun accord, Mattingly ne serait pas de retour aux commandes des Dodgers la saison suivante. En 5 saisons, les Dodgers de Mattingly ont gagné 446 matchs sur 809, pour un pourcentage de victoires de ,551. 

### Marlins de Miami
Après son départ des Dodgers, Mattingly devient gérant des Marlins de Miami.

## Temple de la renommée
Dès 2001, Mattingly est admissible à l'élection au Temple de la renommée du baseball mais est incapable, malgré sa belle carrière, de récolter un nombre d'appuis importants. Dans le bulletin de vote présenté annuellement aux membres de l'Association des chroniqueurs de baseball d'Amérique, un joueur doit voir son nom apparaître sur au minimum 75 % des bulletins pour être élu, et un joueur avait 15 années pour atteindre ce nombre. En 2012, seulement 17,8 % des membres le choisissent, toujours très loin des 75 % nécessaires. Il reçoit 9,1 % d'appuis à sa dernière année d'éligibilité en 2015.

## Télévision
Don Mattingly est un des neuf joueurs des Ligues majeures de baseball à jouer dans l'épisode des Simpsons intitulé Homer at the Bat, originellement diffusé le 20 février 1992. Dans l'émission, il est renvoyé de l'équipe de softball de M. Burns pour avoir refusé de raser des favoris (qu'il ne porte pas), une référence à une politique en vigueur chez les Yankees de New York depuis les années 1970 qui interdit aux joueurs de porter la barbe ou les cheveux longs.